# طازجة من القارب
تعتبر العبارة طازجة من القارب (Fresh off the boat)، عبارة انتقاصيه تستخدم لوصف المهاجرين الذين وصلوا من دوله أجنبية ولم يدخلوا بعد في ثقافة الدولة المضيفة ولغتها وسلوكها، ولكنهم مع ذلك يستمرون في أفكارهم وممارساتهم العرقية. من خلال العرقية الآسيوية في الولايات المتحدة، تعتبر هذه العبارة غير صحيحة سياسيا وانتقاصيه. يمكن استخدامها أيضاً لوصف السلوك النمطي للمهاجرين الجدد، على سبيل المثال، فُقر مهاراتهم في القيادة، وكونهم متعلمين مع ذلك يعملون في وظائف منخفضة المهارة أو وظائف غير المهرة، وهم يستخدمون لغة إنجليزية مكسورة. ينشأ المصطلح في الأيام الأولى للهجرة، عندما يهاجر الناس في الغالب إلى بلدان أخرى بالسفن. يُستخدم مصطلح «طازجة من بوينغ 707» (بالإشارة إلى طائرة بوينغ 707 النفاثة) في بعض الأحيان في الولايات المتحدة كنوع من الاختلاف، خاصه بين المهاجرين من شرق آسيا وجنوبها وجنوب شرقها.  في المملكة المتحدة، «حديثة على طازجة من القارب» (ومعظمها يتعلق بالهنود والباكستانيين والبنغلادشيين) على أنها هدايا أو ببساطه طازجة من القارب.في علم الاجتماع العرقي، يمكن اعتبار هذا المصطلح مؤشراً لطبيعة المجتمعات المشتتة، أو المجتمعات التي غادرت بلدانها الأصلية وهاجرت، بشكل دائم، إلى بلد آخر. وقد جرى تكييف هذا المصطلح أيضاً من جانب المهاجرين أنفسهم أو غيرهم من أفراد مجتمعهم الذين يرون في التفريق مصدراً للفخر، حيث احتفظوا بثقافتهم ولم يفقدوها في سبيل الاستيعاب. في الواقع، بدلاً من اعتبار هذه العبارة المؤذية إهانة، فإن العديد من المهاجرين وعلى وجه التحديد، سكان شرق آسيا وجنوبها (خاصه أطفالهم المولودون في أمريكا)، قد يستخدمون هذا المصطلح لوصف عادات خلفيتهم الثقافية وحس الموضة، مثل «ملابس الفوبي»، و «نظارات الفوبي»، و «لهجة الفوبي»، وغيرها. بالمثل، يشير البعض في مجتمع العرب -الأمريكيين في ميشيغان إلى أنفسهم أنهم مثل «مراكبون»، يستخدمونه كتعبير عن التحبب، بينما يعتبره آخرون إهانة.
في بعض الحالات، قد تجد بعض المجتمعات العرقية صعوبة في الاندماج في ثقافتها الجديدة. على الرغم من أن البعض يحاول الاستيعاب، إلا أنهم قد يفشلوا بسبب الانتقال السريع جداً إلى القارة المضيفة.